# Лаверан, Шарль Луи Альфонс
Шарль Луи Альфонс Лавера́н (фр. Charles Louis Alphonse Laveran; 18 июня 1845, Париж — 18 мая 1922, там же) — французский физиолог.

## Биография
Альфонс Лаверан родился в Париже. Его предки по отцовской линии были врачами, а по материнской — офицерами. Его отец — Луи Лаверан, был военно-медицинским инспектором и работал директором школы Эколь дю Валь-де-Грас. Его мать, Мари-Луиза Ансельме Геннард де ла Тур Лаверан, была дочерью командующего армией. Обучался в колледже Сент-Барбе, а затем в Лицее Людовика Великого. В 1867 году Шарль окончил Императорскую военно-медицинскую школу в Страсбурге. В 1874 году получил по конкурсу место заведующего кафедрой военной медицины и эпидемиологии в Валь-де-Грас.
В 1878—1883 годах находился в Алжире в составе экспедиции по изучению малярии. В 1880 году, во время работы в военном госпитале в Константине, он обнаружил, что малярия вызывается простейшими, это первый случай, когда простейшие были определены как источник болезни. За это открытие и другие, связанные с исследованиями связи простейших с заболеваниями, он был удостоен в 1907 году Нобелевской премии по физиологии и медицине. Лаверан женился на Софи Мари Пидансет в 1885 году. У них не было детей.
Всего опубликовал около 600 работ различным вопросам медицинской, ветеринарной и общей протозоологии.
Альфонс Лаверан был похоронен на кладбище Монпарнас в Париже.

## Карьера
Шарль Луи Альфонс Лаверан был младшим санитарным врачом французской армии во время франко-прусской войны. Он был отправлен в Мец, где французы потерпели поражение в борьбе с немцами. Далее его отправили работать в больницу Лилля, а затем в больницу Святого Мартина (ныне Дом Святого Мартина) в Париже.
В 1874 году Шарль Луи Альфонс прошел конкурсный экзамен, по которому был назначен заведующим кафедрой военных болезней и эпидемий в Школе Валь-де-Грас. Его пребывание в должности закончилось в 1878 году, и он был отправлен в Алжир, где оставался до 1883 года.
С 1884 по 1889 год Лаверан был профессором военной гигиены в «École de Val-de-Grâce». В 1894 году он был назначен главврачом военного госпиталя в Лилле, а затем директором службы здравоохранения 11-го армейского корпуса в Нанте. К тому времени Шарль был повышен до звания главного врача первого класса. В 1896 году он был принят на работу в Пастеровский институт в качестве почетного главы отдела, чтобы на постоянной основе заниматься исследованиями тропических болезней.

### Открытия
В 1880 году, когда Лаверан работал в военном госпитале в Константине, Алжир, он обнаружил причину малярии. После наблюдения за паразитами в мазке крови он обнаружил, что возбудителями болезни были простейшие, которых он назвал «Oscillaria malariae», но позже переименовал в плазмодии.
Это первый случай, когда простейшие были показаны как причина болезней любого вида. Таким образом, открытие было подтверждением микробной теории болезней.
Позднее Лаверан работал с трипаносоматидами, в частности с сонной болезнью, и ещё раз показал, что простейшие являются причиной данной болезни.

## Признание
- 22 января 2009 года Международный астрономический союз присвоил имя Альфонса Лаверана кратеру на обратной стороне Луны.